# 凤翔镇 (钟山县)
凤翔镇，是中华人民共和国广西壮族自治区贺州市钟山县下辖的一个乡镇级行政单位。

## 行政区划
凤翔镇下辖以下地区：
凤翔村、林樟村、江亚村、舞龙村、新栗村和同枝村。

## 中国传统村落
2013年8月，松桂村被评为第二批中国传统村落。